# Дебольский, Григорий Сергеевич

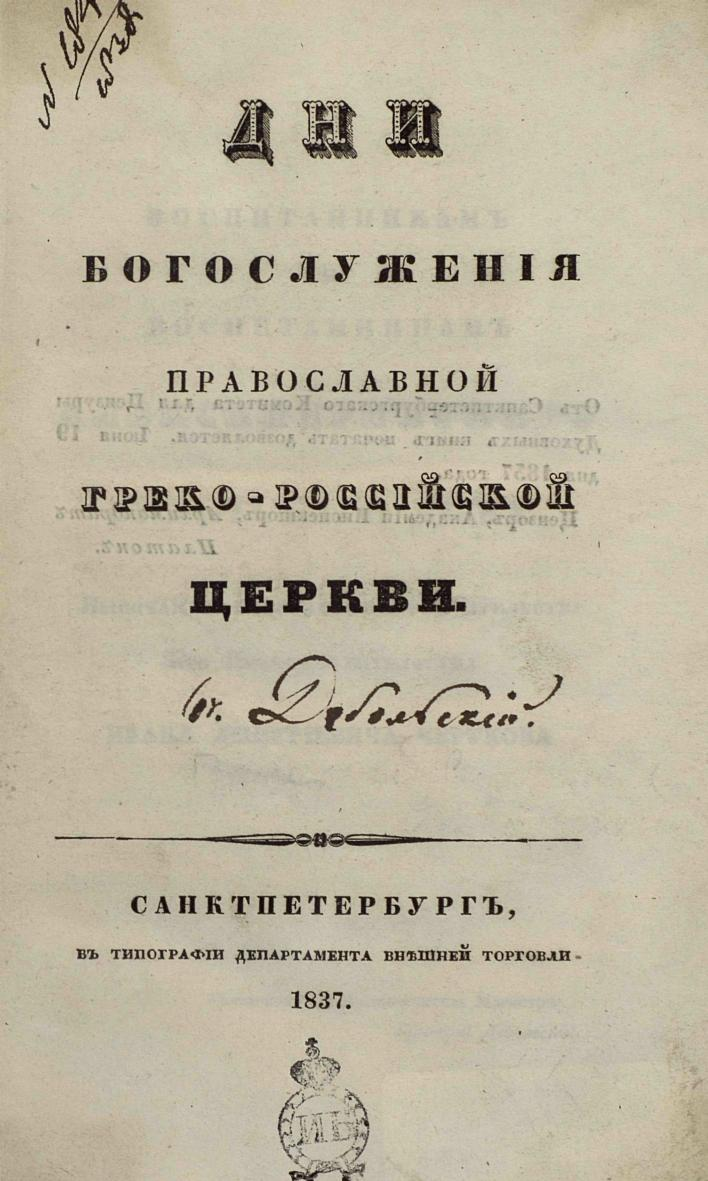
Дебольский, Григорий Сергеевич. «Дни богослужения православной греко-российской церкви» Санкт-Петербург : тип. Деп. внеш. торговли, 1837

Дебо́льский Григо́рий Серге́евич (1808, Ярославль — 1872, Санкт-Петербург) — протоиерей, литургист, магистр Санкт-Петербургской духовной академии.

## Биография
Родился в 1808 году в Ярославле. В 1828 году после окончания духовной семинарии поступил в Санкт-Петербургскую духовную академию. В 1833 году получил степень магистра богословия (тема работы — «О цели многочисленных обрядов и постановлений во внешнем богопочитании у народа Израильского»).
Служил священником-законоучителем в разных учебных заведениях, потом был протоиереем-настоятелем Казанского собора в Санкт-Петербурге и помощником наблюдателя за преподаванием закона Божия. Его сочинения по литургике: «Попечение православной церкви о спасении мира» (1847—1857) и  «Дни Богослужения православной церкви» (первое изд. 1840, 8-е 1887 г.) — пользовались большой известностью и распространенностью. Другие его сочинения: «О говении по уставу православной церкви» (1850); «Краткое обозрение Богослужебных книг» (1861), «О пользе чтения Библии» (1863); «О любви к отечеству и труду, по учению слова Божия» (1859); «О необходимости и важности христианского поведения и послушания церкви» (1849). Кроме того, в духовных журналах, преимущественно в «Страннике» и «Христианском чтении», рассеяно много его статей по литургике и другим отраслям богословия. Сын Григория Сергеевича — философ и педагог Николай Григорьевич Дебольский.